# Deniz Erayvaz
Deniz Erayvaz (* 23. Februar 2009 in Istanbul) ist ein türkischer Kinderdarsteller. Bekannt wurde er durch die Serie Tozkoparan İskender.

## Leben und Karriere
Ak wurde am 6. Juni 2007 in Istanbul geboren. Sein Debüt gab er 2014 in der Fernsehserie Kocamın Ailesi. 2015 spielte er in der Serie Acil Aşk Aranıyor. Im selben Jahr trat Erayvaz in dem Film  Düğün Dernek 2: Sünnet. Anschließend bekam er 2018 eine Rolle in Ailecek Şaşkınız. Seine erste Hauptrolle war die Serie Tozkoparan. Seit 2021 spielt er in der Nachfolgeserie Tozkoparan İskender.

## Filmografie
Filme
- 2015: Düğün Dernek 2: Sünnet
- 2018: Ailecek Şaşkınız

Serien
- 2014: Kocamın Ailesi
- 2015: Acil Aşk Aranıyor
- 2018–2020: Tozkoparan
- 2021: Tozkoparan İskender